# Lato latino
Lato latino è l'album di debutto del cantautore italiano Danilo Amerio, pubblicato dall'etichetta discografica Fonit Cetra nel 1992.
L'interprete ha anche prodotto il disco, oltre a curare gli arrangiamenti dei brani insieme a Mario Natale.
Il brano Buttami via è stato eseguito da Amerio al Cantagiro 1992 ed a Sanremo Giovani 1993.

## Tracce
1. Buttami via
2. Lato latino
3. Le brave ragazze
4. Lettera senza parole
5. Un amore nuovo
6. Sempre in mezzo ai guai
7. Il gioco del mare
8. Fiore di campo
9. Senza fiato
10. C'è polvere nel cuore

## Formazione
- Danilo Amerio – voce, cori, tastiera, chitarra acustica
- Nico Aloisio – chitarra elettrica
- Danilo Riccardi – pianoforte
- Danilo Minotti – chitarra acustica
- Mario Natale – tastiera, cori, pianoforte
- Gino Zandonà – chitarra elettrica
- Beppe Fornaroli – chitarra acustica
- Paolo Costa – basso
- Lele Melotti – batteria
- Naco – percussioni
- Rosario Bonaccorso – contrabbasso
- Ermanna Bacciglieri, Silvana Poletti, Leonardo Abbate – cori